# Extractive Industries Transparency Initiative
Extractive Industries Transparency Initiative é uma associação formada por empresas que atuam na atividade extrativa e pelos países nos quais tais atividades são realizadas, com o objetivo de aumentar a transparência e reforçar a responsabilidade dos atores envolvidos.

## Missão
Promover a gestão aberta e responsável dos recursos petrolíferos, gasosos e minerais. Os membros da Associação tem como obrigação, propagar informações  sobre todo processo ao longo da cadeia de valor da indústria extrativa – desde como os direitos de extração são concedidos, até como as receitas passam pelo governo e como elas beneficiam a população em torno de 50 países, os quais concordaram com termos e regras da entidade.